# LostWinds
LostWinds est un jeu vidéo développé par Frontier Developments. Il s’agit d’un jeu de type metroidvania disponible en téléchargement sur le service WiiWare de la console Wii, contre 1 000 points Wii. Il est sorti le 12 mai 2008 aux États-Unis, le 20 mai 2008 en Europe et le 24 décembre au Japon grâce à l'appui de Square Enix. En décembre 2011, LostWinds est porté sur iPhone et iPad.
Il a pour suite LostWinds: Winter of the Melodias.

## Scénario
L'introduction du jeu présente la création de Mistralis - le monde où se déroule le jeu - par les Esprits Élémentaires. Le dieu du soleil et de la lune, Balasar, souhaitait être vénéré par le peuple de Mistralis mais fut désapprouvé par les autres Esprits Élémentaires qui réalisèrent une pierre d'esprit pour l'y enfermer. Cependant, Balasar étant trop puissant ; l'Esprit du Vent, Enril, usa de tout son pouvoir pour créer une tornade pour le piéger. Affaiblie, Enril fut enfermée avec Balasar dans la pierre d'esprit. Le monde retrouva la paix.
Après plusieurs années, Balasar profita d'une faille dans la pierre d'esprit pour se libérer et laissa Enril seule toujours piégée dans sa prison de pierre. Profitant de nouveaux pouvoirs, Balasar détruit la Tour des Esprits. Terrifiés par sa puissance, les Esprits se cachèrent parmi les habitants de Mistralis.
Plus tard, par chance, le jeune Toku, fit la découverte d'Enril. Ils décidèrent de s'allier pour combattre Balasar. L'aventure commence !

## Système de jeu
Le jeu se joue à l'aide du couple Wiimote-nunchuk. Le joueur contrôle à la fois Toku et Enril. Toku se déplace à l'écran à l'aide du stick analogique du nunchuk. Ses déplacements sont simples et intuitifs (droite, gauche), les sauts sont automatiques à la manière d'un épisode de The Legend of Zelda. Enril est représentée à l'écran par une spirale bleue que le joueur guide comme un pointeur à l'écran. Déplacer Enril à l'écran génère des rafales de vent ce qui constitue le cœur du gameplay de LostWinds. Le vent soulève Toku, le transporte sur de longues distances, ravive des flammes, terrasse les ennemis, déplace des objets et permet donc la progression de Toku dans sa quête.
Un deuxième joueur peut se servir d'une seconde Wiimote pour prendre le contrôle d'un autre Esprit du Vent et participer à l'aventure.

## Accueil
| Publication                         | Note                         |
| ----------------------------------- | ---------------------------- |
| AN IGN                              | 8,2 / 10                     |
| AN GameSpot                         | 8,2 / 10                     |
| AN GamePro                          | 5 / 5                        |
| RU Edge                             | 8 / 10                       |
| FR Gamekult                         | 7 / 10                       |
| FR Jeuxvideo.com                    | 15 / 20                      |
| Compilations de plusieurs critiques |                              |
| GameRankings                        | 80 % (basé sur 35 critiques) |
| Metacritic                          | 81 % (basé sur 38 critiques) |

LostWinds a reçu un accueil critique enthousiaste. Les avis soulignent dans l'ensemble les choix esthétiques, les contrôles bien adaptés à la wiimote, les énigmes astucieuses. Les principaux griefs font état d'une durée de vie malheureusement trop courte et d'un héros un peu fade.
IGN a souligné les attraits du graphisme et de la bande sonore du jeu, soulignant une esthétique « remarquable » ainsi qu'un « gameplay innovant et ludique, un level design intelligent et des contrôles précis ».
Ces critiques élogieuses sont cependant tempérées par la faible durée de vie du titre de Frontier Developments qui avoisine les 3 heures. IGN reste néanmoins clément étant donné le coût réduit de LostWinds (1 000 Wii Points, soit dix euros). Eurogamer a également apprécié l'aspect graphique, le gameplay et la qualité des énigmes, qualifiant le jeu de « mini-œuvre majeure ».
Le site 1UP.com a également trouvé le jeu « enchanteur, beau, empreint d'une certaine classe, au gameplay judicieux », tempérant une nouvelle fois ses propos pour ce qui concerne la durée de vie.
David Braben, responsable du projet LostWinds chez Frontier Developments, répond aux reproches sur la durée du jeu et précise que beaucoup de jeux vendus en boutique à plusieurs dizaines d'euros offrent une expérience de jeu inférieure à sept heures.
Dans une liste établie le 19 juillet 2011, IGN classe LostWinds troisième meilleur jeu de la plate-forme WiiWare.

## Postérité
Une suite du jeu est sortie en octobre 2009 sous le nom de LostWinds: Winter of the Melodias.